# Muhlenbergia watsoniana
Muhlenbergia watsoniana är en gräsart som beskrevs av Albert Spear Hitchcock. Muhlenbergia watsoniana ingår i släktet muhlygräs, och familjen gräs. Inga underarter finns listade i Catalogue of Life.